# Juanyeh Thomas
Juanyeh Thomas (Niceville, 24 giugno 2000) è un giocatore di football americano statunitense che milita nel ruolo di safety per i Dallas Cowboys della National Football League (NFL).

## Carriera

### Dallas Cowboys
Dopo non essere stato scelto nel Draft NFL 2022, Thomas firmò con i Dallas Cowboys. Alla fine del training camp fu svincolato, rifirmando poi con la squadra di allenamento. Il 23 gennaio 2023 firmò un nuovo contratto da riserva. Dopo una pre-stagione 2023 positiva riuscì ad entrare nei 53 uomini del roster per l’inizio della stagione regolare. Nel suo debutto nella NFL contro i New York Giants nel primo turno, Thomas bloccò un field goal, azione che diede il via al primo touchdown dei Cowboys nella vittoria per 40–0. La sua stagione si chiuse con 22 tackle e 4 passaggi deviati in 16 presenze, di cui una come titolare.

## Vita privata
Thomas è il fratello maggiore del cornerback dei New York Jets Azareye'h Thomas.